# سن-نيجم

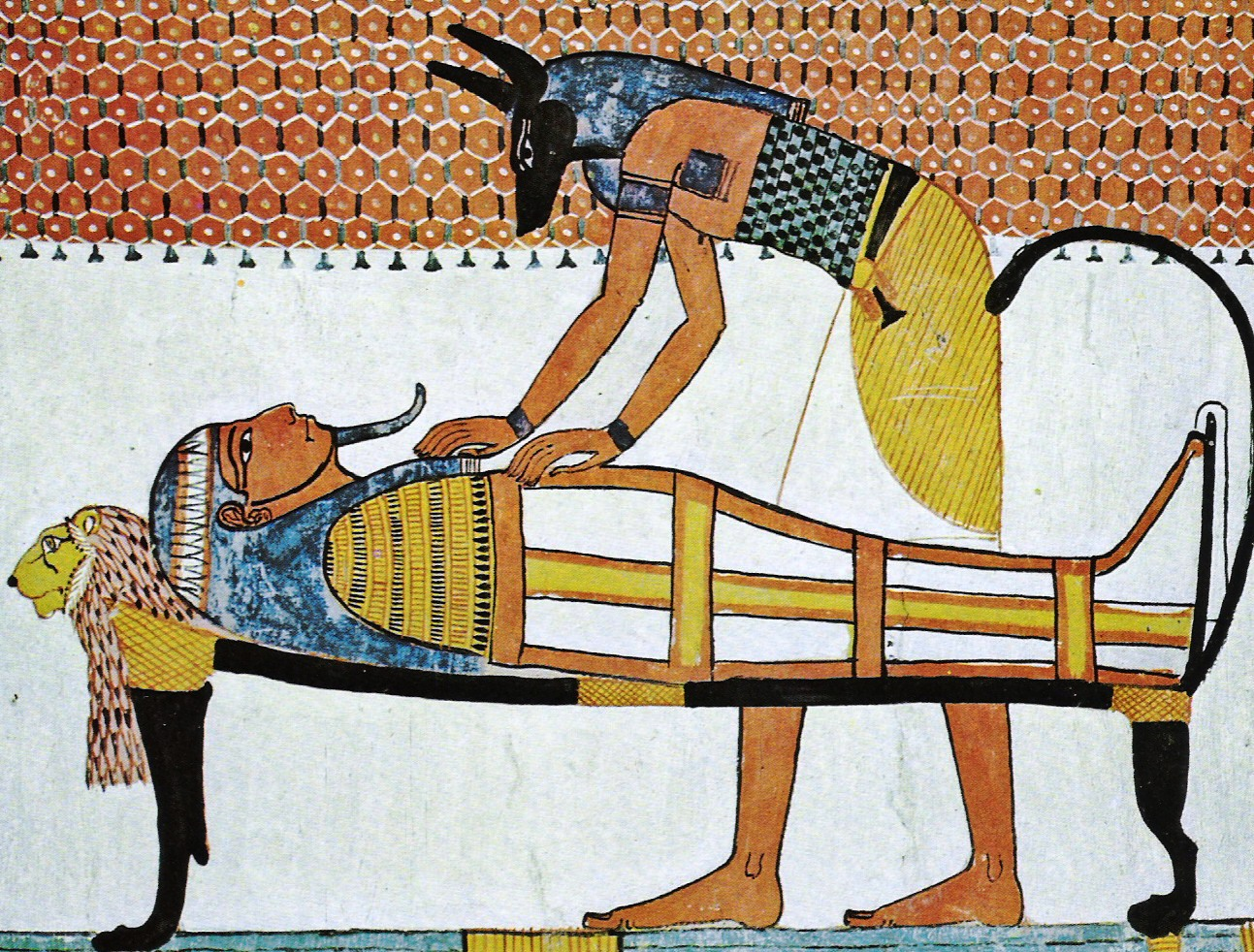
صورة من مقبرة سن-نيجم :أنوبيس إله التحنيط يقوم بتحنيط جثمان سن-نيجم.

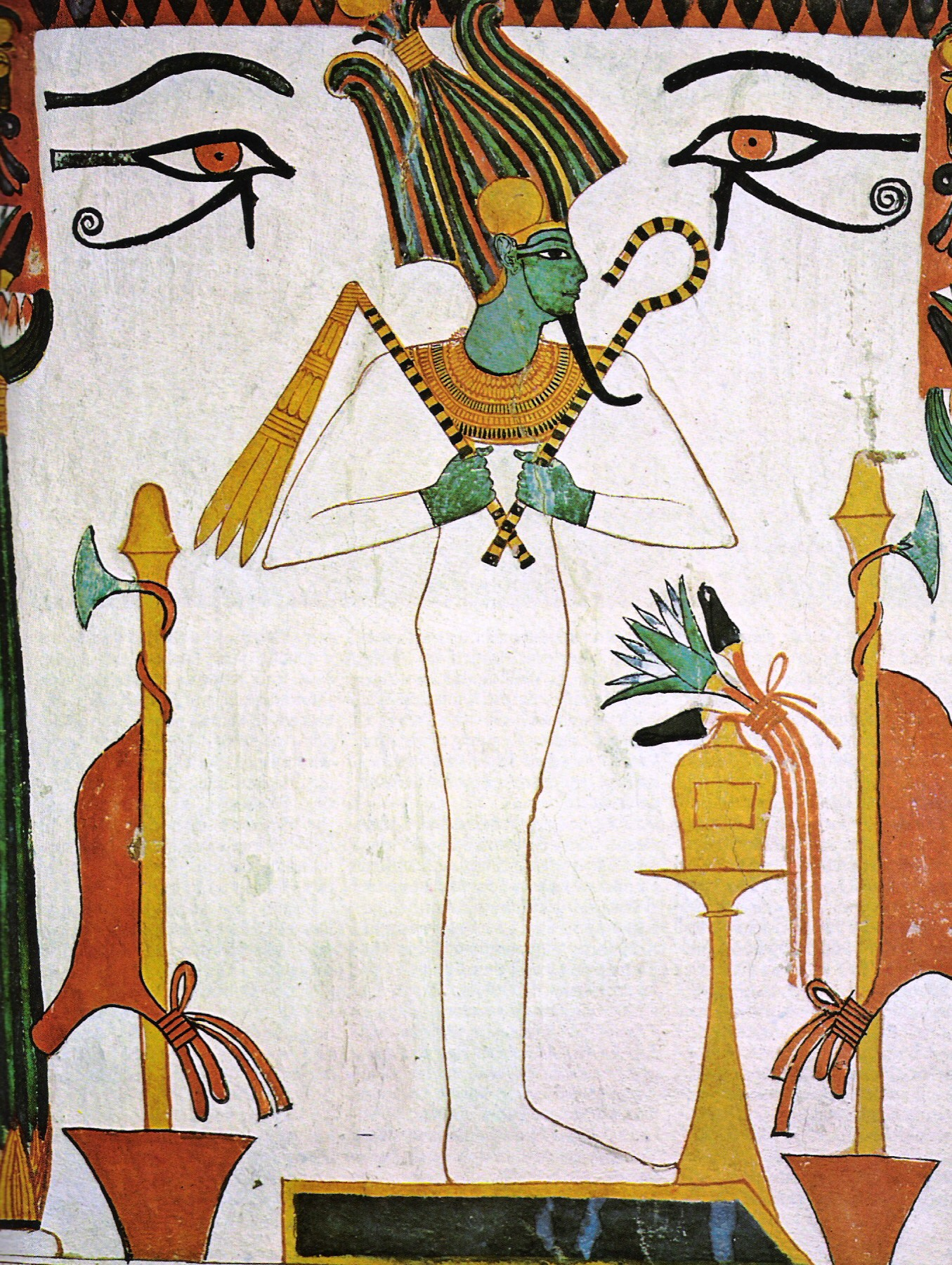
صورة من مقبرة سننجم :أوزوريس

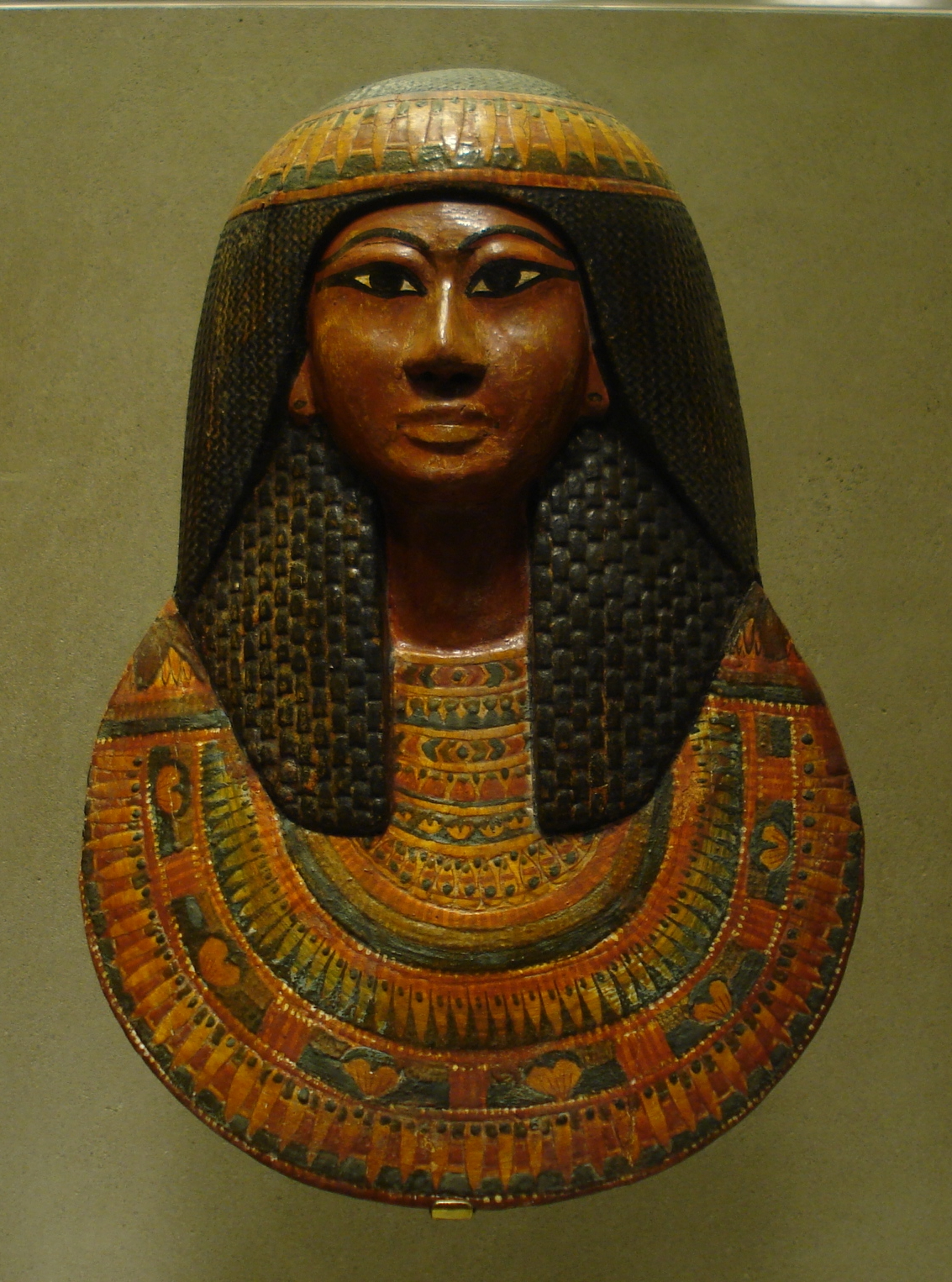
قناع مومياء "خنسو" ابن سننجم ، وجدت في مقبرة سننجم.

سن-نيجم (بالإنجليزية: Sen-nedjem) هو اسم أحد المهندسين والفنانين الكبار في عهد المملكة المصرية القديمة. كان يعمل كرئيس للعمال في دير المدينة المختصين بحفر وتزيين مقابر ملوك الفراعنة في وادي الملوك. عمل لكل من سيتي الأول ورمسيس الثاني مقبرة تعدان من اليونسكو من التراث العالمي. كما قام في نفس الوقت بإنشاء مقبرة له ولعائلته. تقع مقبرته بالقرب من دير المدينة.

## مقبرة سن-نيجم
اكتشف عالم إلى قار الفرنسي «جاستون ماسبيرو» مقبرة سن-نيجم في عام 1886 وأعطاها الرمز العلمي «تي تي 1» (أي مقبرة طيبة 1). وهي واحدة من القبور القلائل التي لم تمسها أيدي اللصوص في العهد القديم.
وجدها سليمة مليئة باللوحات والرسومات الملونة. تعبر تلك الرسومات عن المعتقدات المصرية القديمة في الحياة بعد الموت، وكيف ينتقل المتوفى من عالم الدنيا إلى العالم الآخر، وما قد يقابله من أخطار أثناء هذا التحول وكيفية المعيشة في العالم الآخر.
يستطيع السياح الآن زيارة مقبر سن-نجيم في دير المدينة، على ضفة النيل الغربية المقابلة للأقصر (طيبة القديمة). كما كتبت عنها عدة كتب وتوجد صور بالفيديو لها على أقراص مضغوطة.
من الرسومات الملونة المرسومة على حوائط المقبرة وما يلحقها من كتابات هيروغليفية عرفنا أن والده اسمه «خا-بخنت»، وكان سن-نيجم متزوجا من «إي-نفرتي» وانجب منها عشرة أبناء، أربعة شبان وستة فتايات، واسمائهم معروفة: خا-بخنر، بو-ناختيف، رع-حوتب، خونسو، يرو-نيفر، تاش-سن، حوتبو، رمسيو، آن-حوتب، و «رع-نهو».

## وصلات خارجية
- Grab des Sennedjem mit Lageplan

## اقرأ أيضا
- مقبرة سن-نيجم
- مقبرة غا
- وادي الملوك
- دير المدينة